# Josep Cercós i Fransí
Josep Cercós i Fransí   (Barcelona, 5 de maig de 1925 - 5 de novembre de 1989) fou un compositor, teòric musical i pianista català.
El fons personal de Josep Cercós es conserva a la Biblioteca de Catalunya.

## Vida i obra
El pare i l'avi matern, tots dos clarinetistes, el van iniciar en la música. A set anys va començar els estudis de piano i a disset en va fer el seu primer concert. Va estudiar harmonia amb R. Lamote de Grignon i Ernest Cervera, i contrapunt amb Cristòfor Taltabull. També va estudiar amb Hermann Scherchen, i va tenir contacte amb Luigi Nono, Iannis Xenakis i altres compositors de l'època. Va ser membre del “Cercle Manuel de Falla”.
El seu llenguatge musical té unes característiques pròpies, on s'aprecia un respecte per la tradició i una concepció molt personal de la modernitat. Va sentir sempre la necessitat de cercar una tècnica compositiva pròpia, tant en harmonia com en contrapunt, i això el va portar a investigar-hi.
Entre les seves obres orquestrals s'hi troben tres simfonies —encara no estrenades—, i les obres Concert per a violoncel i orquestra, Escenes simfòniques per a viola i orquestra, i Suite Bilbao, les dues primeres estrenades en el seu moment al Palau de la Música i la darrera a Bilbao.
De música de cambra, sense estrenar, té Simfonia de cambra, Meloditzacions i Peces per a trio. I, d'estrenada, Dues glosses, per a violoncel i piano, Text, context i pretext, per a clarinet, viola, percussió i clavecí, i Dos retaules, per a quintet de vent i quartet de corda.
Va compondre cançons sobre textos de R.M. Rilke, J. Salvat-Papasseit i J. Brossa i el cicle de setze cançons Els bells camins, de M. Martí i Pol, per a baríton i piano —la seva darrera obra.
Entre les peces de piano té Preludi, recitatiu i fuga, Sonata en si menor, Preludis ambulants, El quadrat màgic, Piano-ballet, i els ballets infantils La utilitat de les flors i Escenes d'un circ. Per a clavicèmbal, va escriure Manat a fer per encàrrec. Per a orgue, Coral amb variacions i Passacaglia, que amb el seu especial humor sovint anomenava Passa-i-calla.
Va escriure també música per a teatre de cabaret literari, per a l'obra Manicomi d'estiu, que es va representar a la Cova del Drac, sobre textos de J. Vidal Alcover i Mª Aurèlia Capmany. I, també per a teatre, per a les obres Otel·lo i Lisístrata, dirigides per Àngel Carmona.
Va treballar a l'editorial Espasa-Calpe durant molts anys redactant-hi biografies i resums musicals per als suplements de l'Enciclopèdia. Entre aquests destaca el suplement del volum dels anys 1967-78, que va titular «Introducción a la música de nuestro tiempo» on ofereix una exhaustiva descripció de la música del segle xx.
Va acompanyar al piano moltes classes de ballet —de Marina Noreg, de Carme Calvet (la seva companya) i d'algun altre mestre—, un dels recitals de Joan Tena, la major part dels de Marina Noreg i pràcticament tots els de Carme Calvet. Va escriure també uns quants ballets infantils per als alumnes de Carme Calvet, que ella va coreografiar. També va acompanyar al piano alguna vegada l'Anna Ricci.
El novembre de 1992, just quan feia tres anys del seu traspàs, es va publicar el llibre Josep Cercós. Testimonis, recull d'escrits i dibuixos de personalitats del món de la cultura, de músics i de la família, on es recorda la seva figura i s'exposa el catàleg complet de la seva obra.
Carme Calvet i Barbal fou la seva segona esposa.

## Obres editades[calcitació]

### Partitures
a FTI MUSIC: 
- Piano-Ballet (1985)

a ASSOCIACIÓ CATALANA DE COMPOSITORS:
- Preludi, Recitatiu i Fuga, dins el Llibre per a piano (1980)

a CLIVIS:
- Preludis ambulants, a la col·lecció Música Catalana Contemporània de Cambra (2001)
- Música per a clarinet i piano, a la col·lecció Música Catalana Contemporània de Cambra (2001)
- Els bells camins. Poemes de Miquel Martí i Pol. Música per a baríton i piano, a la col·lecció Música Catalana Contemporània de Cambra (1991)

a TRITÒ:
- Preludi, Recitatiu i Fuga (2003)
- 5 Lieder sobre R. M. Rilke, per a veu i piano (2004)
- 4 Cançons sobre J. S. Papasseit, per a veu i piano (2004)
- Passacaglia, per a orgue (2004)
- Escenes d'un circ, ballet per a piano (2008)
- Sonata en si menor, per a piano (2009)
- Glossa II, per a violoncel i piano (2010)

a DINSIC:
- Quadrat màgic, dins Piano català contemporani (2012)

### Discs compactes
a EDICIONS ALBERT MORALEDA:
- Josep Cercós. Música per a piano. Emili Blasco, piano (Escenes d'un circ, La utilitat de les flors, Sonata en si menor) (2000)

a ANACRUCI EDICIONS DISCOGRÀFIQUES:
- Josep Cercós. Música per a piano. Miquel Villalba, piano (Piano-Ballet, Fragment, Sonata, Preludis ambulants, Preludi, recitatiu i fuga) (2003)

a TRITÒ:
- Música d'Orgue a Catalunya s. XX—XXI. Juan de la Rubia, orgue (Passacaglia) (2011)